# Astarte vernicosa
Astarte vernicosa är en musselart som beskrevs av Dall 1903. Astarte vernicosa ingår i släktet Astarte och familjen Astartidae. Inga underarter finns listade i Catalogue of Life.